# Zhang Jiao
Dans ce nom chinois, le nom de famille, Zhang, précède le nom personnel.
Pour les articles homonymes, voir Zhang.
 (novembre 2018).
Si vous disposez d'ouvrages ou d'articles de référence ou si vous connaissez des sites web de qualité traitant du thème abordé ici, merci de compléter l'article en donnant les références utiles à sa vérifiabilité et en les liant à la section « Notes et références ».
Zhang Jiao ou Zhang Jue (張角) (entre 136 et 140- novembre 184), est le fondateur de la secte taoïste Taiping (太平, « grande paix »  qui régnera quand les Han auront été renversés) avec laquelle il souleva le peuple chinois au printemps de l'an 184 dans une insurrection contre la dynastie Han.
Originaire de Julu (鉅鹿) dans le Hebei, il se nomme « Grand Professeur » et de nombreuses personnes se joignent à lui. Ses partisans arborent un foulard jaune en signe de ralliement, d'où leur nom, les Turbans jaunes (黄巾, huángjīn). Il nomme ses frères Zhang Bao et Zhang Liang, respectivement « général de la terre » (地公將軍, dìgōng jiāngjūn) et « général des humains » (人公將軍, réngōng jiāngjūn) alors que lui-même est « général du ciel » (天公將軍, tiāngōng jiāngjūn) ; ils représentent les « trois mondes » qui composent l'univers. Leurs troupes pillent de nombreux villages, démentant le nom de la secte. Sa révolte est réprimée par l’alliance des chefs régionaux : Cao Cao, Liu Bei, Sun Jian, Yuan Shao, Ma Teng, Dong Zhuo et He Jin, qui prendront grâce à elle conscience de leur puissance et déclareront leur indépendance vis-à-vis des empereurs, comme Cao Cao, Liu Bei et Sun Jian, dont les territoires deviendront les Trois Royaumes. Zhang Jiao meurt de maladie en 184 et ses frères peu après, mais des insurrections sporadiques se produiront jusqu'en 192.
Plusieurs siècles plus tard, des sectes rebelles se rattachant à la secte du lotus blanc ou au mingjiao le diviniseront. Pour leurs adeptes, son prénom, Jiao ou Jue, était tabou et ne pouvait être prononcé ; on prétend que les membres de ces groupes hors-la-loi pouvaient être identifiés en leur présentant plusieurs objets dont une corne, jiao en mandarin moderne, qu'ils se refusaient à nommer.